# Карлова црква у Бечу
Главна црква светог Карла Боромејског, популарно звана Карлова црква, је барокна римокатоличка црква која се налази на јужној страни Карлсплаца у Бечу. Сматра се најистакнутијом барокном црквом у Бечу, као и једном од највећих градских грађевина. Црква је посвећена светом Карлу Боромејском, једном од највећих контрареформатора шеснаестог века.
Црква је смештена у непосредној близини Првог округа на око 200 метара јужно од Рингштрасе. Катастарски, црква припада Четвртом бечком округу Видену. 

## Изградња цркве
Године 1713., само годину дана након последње велике епидемије куге, Карло VI, цар Светог римског царства, обећао је да ће изградити цркву за свог имењака и заштитника, светог Карла Боромејског, који је био сматран исцелитељем оболелих од куге. Расписан је архитектонски конкурс на којем је победио Јохан Бернхард Фишер фон Ерлах, у конкуранцији Фердинанда Гали-Бибијена и Јохана Лукаса фон Хилдебранда. Изградња цркве је почела 1716. године под надзором Антона Ерхарда Мартинелија. Након смрти главног архитекте Фишера 1723. године, његов син, Јозеф Емануел Фишер фон Ерлах, завршио је изградњу 1737. користећи делимично измењене планове. Црква је првобитно имала директан поглед на Хофбург, а све до 1918. године, служила је као царска жупна црква.
Фишер фон Ерлах старији је објединио најразличитије архитектонске елементе:
- Фасаду у центру, која води до трема, по узору на портику грчког храма.
- Две паралелне колоне стубова, које је израдио Лоренцо Матијели, израђене су по моделу Трајановог стуба у Риму.
- Поред стубова се простиру две куле и показују утицај римског барока (Бернини и Боромини).
- Изнад улаза издиже се купола изнад високог бубња, коју је архитекта Фишер млађи скратио и делимично преиначио.

Откако је Карлсплац обновљен касних 1980-их, Карлова црква је стекла славу не само због своје куполе, два бочна стуба и њихових барељефа, већ и због своје визуелне и архитектонске противтеже зградама Музикферајна и Бечког Технолошког универзитета. О Карловој цркви брине римокатолички верски ред, Витезови крста са Црвеном звездом.
У цркви се налазе 8 звона. Најстарија су четири звона изливена још 1737. године, а најмлађа су два звона изливена 2013. године. Најтеже звоно је изливено 1762. године и тежи 3600 килограма.

## Иконографија
Иконографски прикази у цркви потичу од царског званичника Карла Густава Хереја и повезују светог Карла Боромејског са његовим царским добротвором. Рељеф на забату изнад улаза посвећен је кардиналним врлинама. Ова група скулптура се продужава скроз до поткровља, које је осмислио ахитекта Фишер млађи. Спољни стубови цркве приказују сцене из живота Карла Боромејског у спиралном рељефу и подсећају на стубове Боаза и Јакина, који су стајали испред храма у Јерусалиму. Стубови Карлове цркве такође подсећају на Херкулове стубове и делују као симболи царске моћи. На улазу су представљени анђели из Старог и Новог завета.
Ови мотиви се настављају у унутрашњости цркве, пре свега у фресци Јохана Михаела Ротмајера и Гаетана Фантија, на којој је приказано миротворство Карла Боромејског, уз подршку Богородице. Ову сцену окружују кардиналне врлине. Фреске у бројним бочним капелама приписују се иконописцу Данијелу Грану.
Високу олтарску слику која приказује вазнесење светитеља осмислио је архитекта Фишер старији, а осликао Фердинанд Максимилијан Броков. Олтарске слике у бочним капелама су насликали различити уметници, укључујући Данијела Грана, Себастијана Ричија, Мартина Алтомонтеа и Јакоба ван Шупена. Изложена је и дрвена статуа Светог Антонија Јозефа Јосифа.
Снажан ефекат произилази из усмеравања светлости и архитектонског груписања, посебно лучних отвора главне осе. Шему боја карактерише мермер са делимичном и рационалном употребом позлате. Велики округли стаклени прозор високо изнад главног олтара са хебрејским Тетраграматоном / Јахве симболизује Божју свемоћ и истовремено, кроз свој топли жути тон, Божју љубав. Испод је приказ Апотеозе светог Карла Боромејског.
Поред структура у палати Шенбрун, које одржавају овај облик, Карлова црква је Фишерово највеће дело. Ова црква је такође израз аустријске радости живота која потиче од победоносног завршетка турских ратова.

## Проповедаоница
Проповедаоницу цркве је вјероватно пројектирао Јозеф Емануел Фишер вон Ерлах, а његове планове је могао извршити француски израђивач намештаја и црквеног ентеријера, Клод Ле Форт ду Плеси 1735. године, иако нема сачуваних докумената који потврђују њихово ауторство и израду црквеног ентеријера. Ентеријер Карлове цркве се састоји у дрвеној конструкцији са богатим цветним, биљним, розетним и рокајл орнаментима, финијим резбаријама од тврдог ораха, у златно боји или шеми смеђих боја. Абат-воик форме чине позоришни балдахин са два путија који држе крст и путир, док је на врху пламена урна. Око 1860. абат-воик је проширен. Додан је широк обод који је изобличио оригиналне пропорције, замагљујући елегантне, усковитлане линије и стварајући ефекат велике тежине. Овај обод је 2006-2007. уклоњен након рестаурирања проповедаонице. Реконструисане су недостајуће резбарије украса надстрешница и поново је успостављен првобитни изглед конструкције.

## Галерија слика
- Карлова црква 1822. године, рад Ј. Ф. Визонија
- Карлова црква на слици Рудолфа фон Алта из 1831. године.
- Поглед на Карлову цркву ноћу
- Стуб са спиралним наративом по узору на Трајанов стуб
- Врх једне од две куле
- Велики олтар, Апотеоза светог Карла Боромејског, рад Алберта Камезине
- Свети Јероним и Августин, Велики олтар, рад Јохана Бернхарда Фишера фон Ерлаха
- Позлаћени елементи високо изнад олтара који симболизује Јахвеа
- Поглед на куполу изблиза
- Миротворство Карла Боромејског уз подршку Девице Марије, рад Ротмајера
- Оргуље у поткровљу цркве
- Обновљена надстрешница у абат-воик стилу
- Огромна рефлектујућа лопта унутар цркве
- Снимак из 2008. године.

## Познате личности у Карловој цркви
Композитор Антонио Вивалди је умро у Бечу и ту је сахрањен 28. јула 1741. године, али је његова гробница временом изгубљена. У Карловој цркви се одржавају редовни концерти у Вивалдијеву част.
У малој капели ове цркве, 10. августа 1933. године, Хедвиг Кислер (тада 19 година стара), у целом свету познатија као америчка филмска глумица и проналазач Хеди Ламар, удала се за Фридриха Мандла (старог 32 године), бизнисмена и аустрофашисту. Уз преко 200 истакнутих гостију, забележено је да је Кислер носила „црно-белу хаљину са принтом“ и „букет белих орхидеја“.